# عشق آسان (ترانه)
«عشق آسان» (انگلیسی: Easy Love) تک‌آهنگی از دومین آلبوم تک‌آهنگ گروه پسرانۀ اهل کره جنوبی اس‌اف۹ به نام احساس شکستن است که در ۱۸ آوریل ۲۰۱۷ همزمان با انتشار آلبوم منتشر شد.